# Elezioni parlamentari in Macedonia del 1990
Le elezioni parlamentari nella Repubblica Socialista di Macedonia del 1990 si tennero il 10 e il 27 novembre; si trattò delle prime elezioni multipartitiche. Le elezioni furono vinte dal VMRO-DPMNE che conquistò 38 seggi su 120.

## Sistema elettorale
I 120 deputati furono eletti in 120 circoscrizioni uninominali. Qualora nessun candidato avesse ricevuto più del 50% dei voti al primo turno, si sarebbe tenuto un secondo turno tra tutti i candidati che avevano ricevuto più del 7% al primo turno. Nel secondo turno non era richiesta una maggioranza, ma avrebbe vinto chi avesse ottenuto più voti.

## Risultati
| Liste                                                                                    | I turno   | I turno | I turno | II turno | II turno                                      | II turno | Totale seggi |
| Liste                                                                                    | Voti      | %       | Seggi   | Voti     | %                                             | Seggi    | Totale seggi |
| ---------------------------------------------------------------------------------------- | --------- | ------- | ------- | -------- | --------------------------------------------- | -------- | ------------ |
| Lega dei Comunisti di Macedonia - Partito per la Trasformazione Democratica              | 234 369   | 20,64   | 4       | 220 748  | 26,56                                         | 27       | 31           |
| Partito per la Prosperità Democratica                                                    | 165 388   | 14,56   | 13      | 58 046   | 6,98                                          | 4        | 17           |
| VMRO-DPMNE                                                                               | 154 101   | 13,57   | 1       | 238 367  | 28,68                                         | 37       | 38           |
| Unione delle Forze Riformiste                                                            | 142 564   | 12,55   | 1       | 128 449  | 15,45                                         | 10       | 11           |
| Partito Socialista di Macedonia                                                          | 77 123    | 6,79    | 1       | 38 893   | 4,68                                          | 3        | 4            |
| Partito per la Prosperità Democratica - Partito Popolare Democratico                     | 62 628    | 5,51    | 4       | 13 326   | 1,60                                          | 1        | 5            |
| Movimento per l'Azione Panmacedone                                                       | 42 926    | 3,78    | -       | 8 803    | 1,06                                          | -        | -            |
| Partito Liberale di Macedonia - Partito della Gioventù Democratica e Progressista        | 32 799    | 2,89    | -       | 31 236   | 3,76                                          | 6        | 6            |
| Partito dei Lavoratori                                                                   | 31 591    | 2,78    | -       | 2 923    | 0,35                                          | -        | -            |
| Partito Popolare Macedone                                                                | 26 151    | 2,30    | -       | 4 806    | 0,58                                          | -        | -            |
| Partito Socialdemocratico di Macedonia                                                   | 16 972    | 1,49    | -       | 1 656    | 0,20                                          | -        | -            |
| Partito degli Jugoslavi in Macedonia                                                     | 16 898    | 1,49    | -       | 13 331   | 1,60                                          | 2        | 2            |
| Partito dell'Unità Democratica dei Contadini                                             | 13 230    | 1,16    | -       | 4 829    | 0,58                                          | -        | -            |
| Lega per la Democrazia                                                                   | 13 097    | 1,15    | -       | 2 707    | 0,33                                          | -        | -            |
| Partito Socialista di Macedonia - Gioventù Democratica-Progressista                      | 5 960     | 0,52    | -       | 7 061    | 0,85                                          | 1        | 1            |
| Partito Democratico Popolare di Macedonia                                                | 4 597     | 0,40    | -       | 4 105    | 0,49                                          | 1        | 1            |
| Partito per la Piena Emancipazione della Macedonia ROM - Partito Socialista di Macedonia | 3 757     | 0,33    | -       | 3 961    | 0,48                                          | 1        | 1            |
| Alleanza Democratica dei Turchi                                                          | 3 384     | 0,30    | –       | –        | Formatting error: invalid input when rounding | -        | -            |
| Partito Cristiano Democratico                                                            | 2 779     | 0,24    | –       |          |                                               |          |              |
| Formatting error: invalid input when rounding                                            | –         | -       |         |          |                                               |          |              |
| Partito per la Piena Emancipazione della Macedonia ROM                                   | 2 359     | 0,21    | –       |          |                                               |          |              |
| Formatting error: invalid input when rounding                                            | –         | -       |         |          |                                               |          |              |
| Partito Operaio-Contadino                                                                | 1 896     | 0,17    | -       | 726      | 0,09                                          | -        | -            |
| Movimento per l'Azione Panmacedone - VMRO-DPMNE                                          | 1 698     | 0,15    | –       |          |                                               |          |              |
| Formatting error: invalid input when rounding                                            | –         | -       |         |          |                                               |          |              |
| Totale                                                                                   | 1 135 728 | 100     | 24      | 831 218  | 100                                           | 96       | 120          |